# أيطن يلماز
أيطن يلماز (بالتركية: Aydın Yılmaz)‏ من مواليد 29 يناير 1988 إسطنبول، تركيا، لاعب كرة قدم تركي. يلعب يلماز مع نادي غلطة سراي التركي ويلعب أيضا ضمن تشكيلة منتخب تركيا لكرة القدم.

## روابط خارجية
- أيطن يلماز على موقع الاتحاد الدولي (مؤرشف)  (الإنجليزية)
- أيطن يلماز على موقع الاتحاد الأوربي (الإنجليزية)
- أيطن يلماز على موقع اتحاد تركيا (لاعب) (الإنجليزية)
- أيطن يلماز على موقع قاعدة بيانات كرة القدم.إي يو (الإنجليزية)
- أيطن يلماز على موقع ناشيونال فوتبول تيمز (الإنجليزية)
- أيطن يلماز على موقع Soccerway.com (الإنجليزية)
- أيطن يلماز على موقع عالم كرة القدم.نت (الإنجليزية)